# 椎間盤突出症

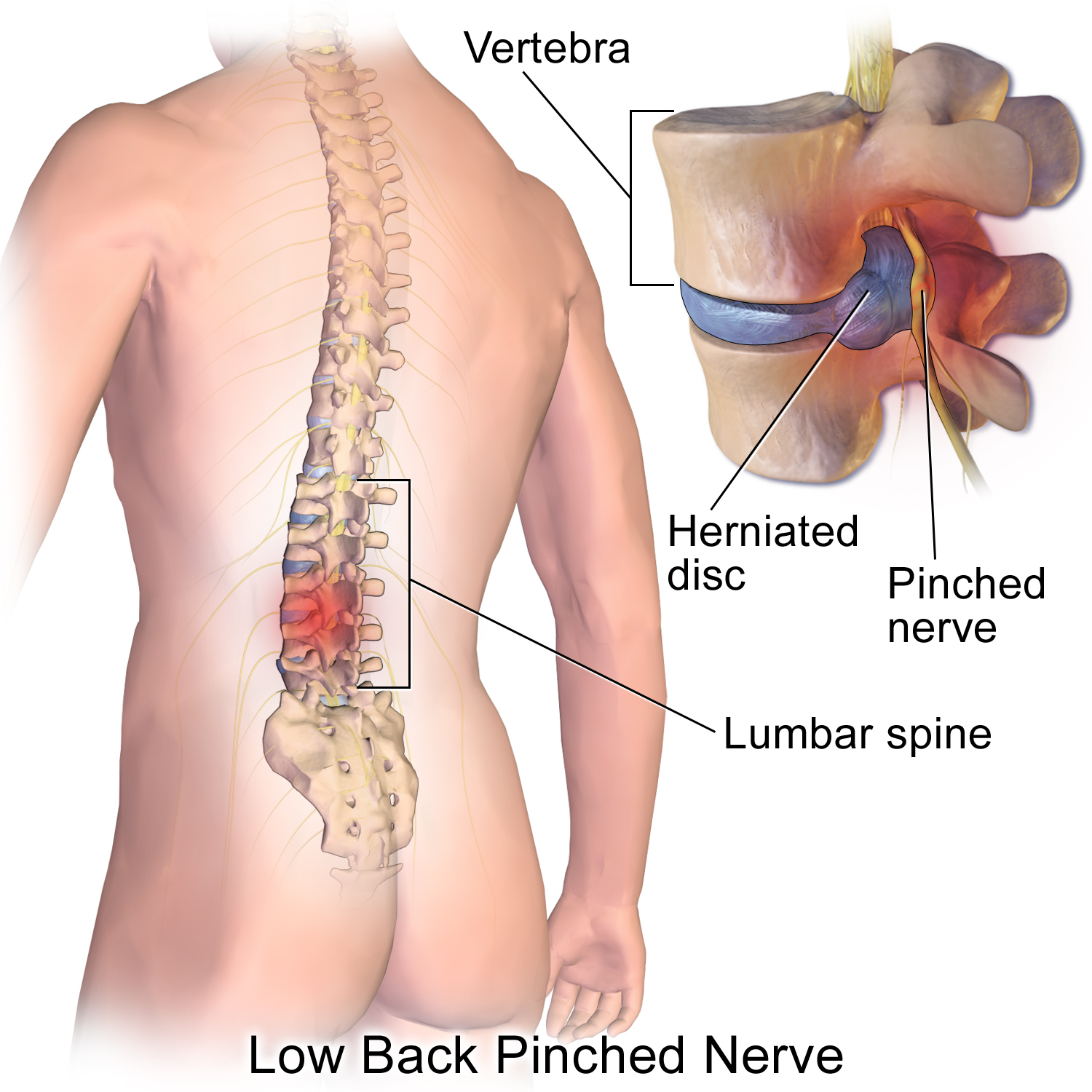
腰椎间盘脱出造成神经根挤压

椎间盘突出症、椎間盤突出（herniation of intervertebral disc，HIVD）又称椎间盘疝出，是脊柱椎间盘纤维环变性破裂，导致髓核移位且超出范围，进而损害周围组织的一种综合症。
椎间盘突出症是通常由于年龄因素导致纤维环退化，創傷及拉傷均是其影响因素。在自然环境中，通常是在后纵韧带向椎管后外侧脱出。这种椎间盘的脱出可能会导致引起炎症的化学介质释放，即使在没有神经根受压的情况时也会引起剧烈疼痛。
通常椎间盘突出症发生前已经有椎间盘突出，但其最外层纤维环仍完好以阻止椎间盘的进一步脱出，但椎间盘在受压的情况下会突然突出。相比椎间盘突出症而言，它的髓核没有脱出外层。
最轻微的椎间盘突出症通常在几个星期内便可痊愈。对椎间盘突出症脱出所致的疼痛采用抗炎治疗一般是有效的。严重的椎间盘突出可能无法自愈，需要手术干预治疗。

## 分型
- 退变型（degenerative）
- 膨隆型（bulging）又称膨出型

纤维内层部分破裂，但外层仍完整，髓核向椎管局限性隆起，但表面光滑。
- 破裂型（ruptured）分为下列三型：

- 突出型（protruding，protruded）

纤维环完全破裂，髓核向椎管突出，但后纵韧带完整。
- 脱出型（extruded）

纤维环完全破裂，髓核已穿破后纵韧带并进入椎管内而呈现表面高低不平，但与原本的椎间盘并未完全断离。
- 脱垂游离型（prolapsed-sequestered）

髓核已完全突破后纵韧带并全部或部分碎片脱入椎管内，与原本的椎间盘完全断离。
- 许莫氏结节[7]（Schmorl's node）及经骨突出型

## 病理生理學
大多數椎間盤突出發生發生在腰椎（腰5–骶1或腰4–腰5）。第二常見的部位是頸椎區域（C5–C6、C6–C7）。胸椎區域僅佔1-2%的病例。突出通常發生在後外側，即纖維環相對較薄且未被後縱韌帶或前縱韌帶加強的位置。在頸椎中，兩個椎骨之間有症狀的後外側突出會壓迫從該側兩個椎骨之間離開椎管的神經。例如，C5和C6椎骨之間的右後外側突出會壓迫右C6脊神經。然而，脊髓其餘部分的走向不同，因此兩個椎骨之間有症狀的後外側突出會壓迫下方相鄰椎間隙水平離開的神經。

## 检查
- X片并不能直接反映椎间盘脱出，仅具鉴别诊断作用。
- CT可观察椎管形状、尺寸及密度，以及周围组织的情况，对本病诊断有一定价值，但不能确诊。
- MRI同CT一样可以显示脊柱的立体结构，包括显示脊髓、神经根、周边组织，以及囊肿、变性和肿瘤，它的椎管成像要优于CT，对椎间盘突出症的诊断具有重要价值。
- 脊髓造影（英语：Myelogram）通过脑脊液注入造影剂来进行X片成像。因为需要注入造影剂，对椎间盘脱出、肿瘤及骨贅等占位性病变具有较好的成影效果。虽然MRI作为首选的诊断方式，但脊髓造影也是一个较好的选择。[9]

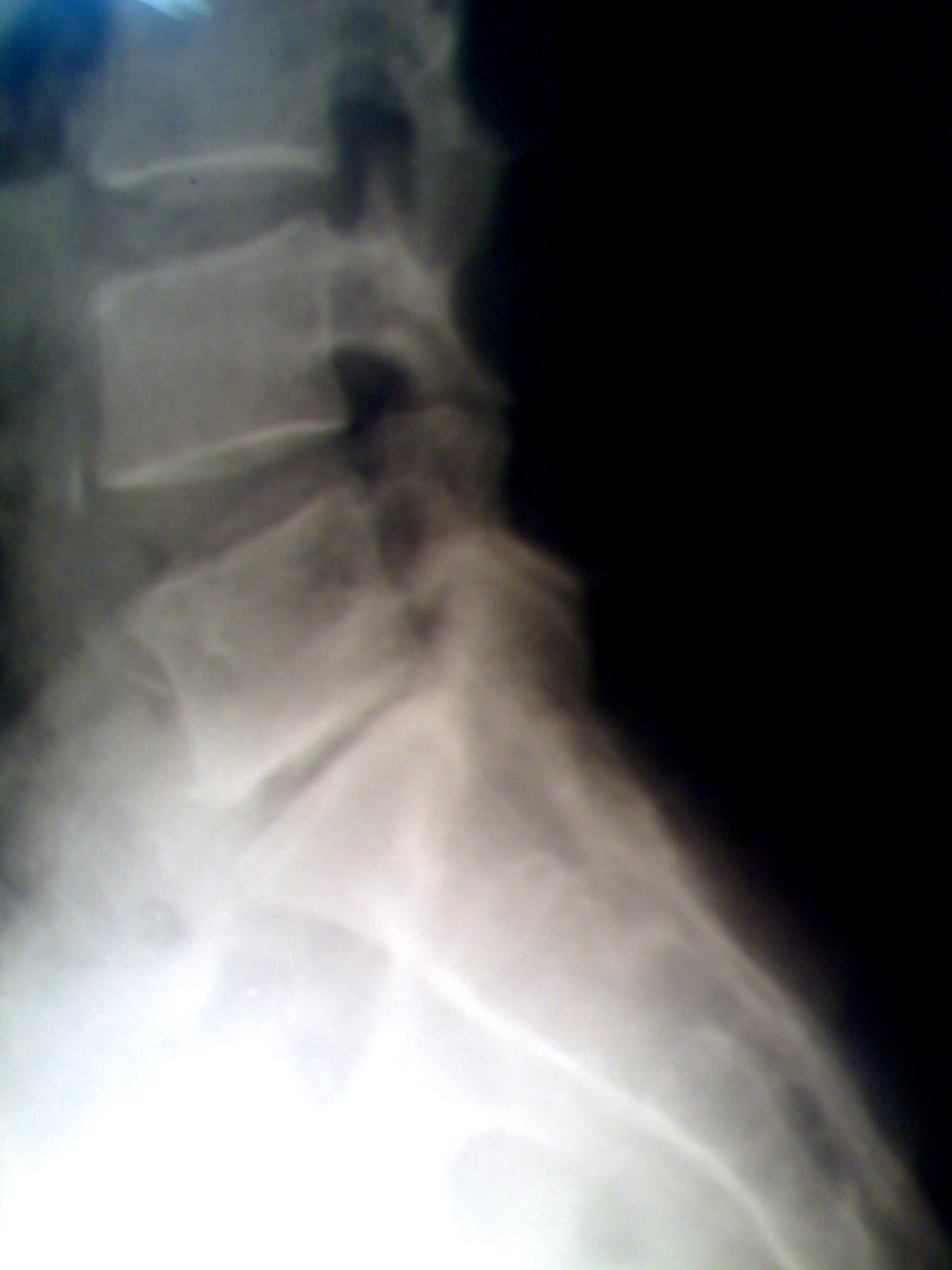
第五腰椎和骶椎之间的椎间隙变窄。
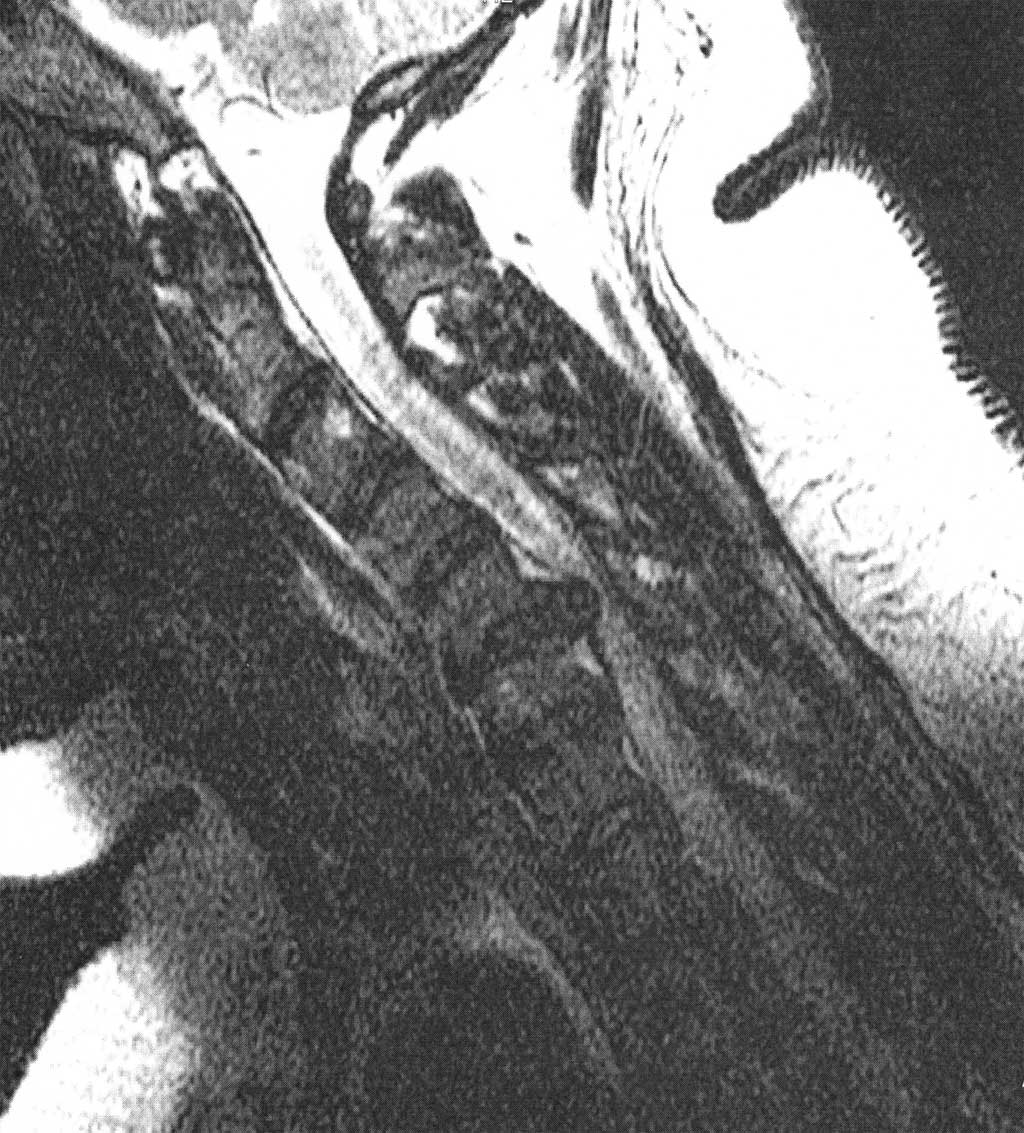
第五到第六颈椎椎体之间的颈椎间盘脱出。需要注意的是该病在第六和第七颈椎最常见。
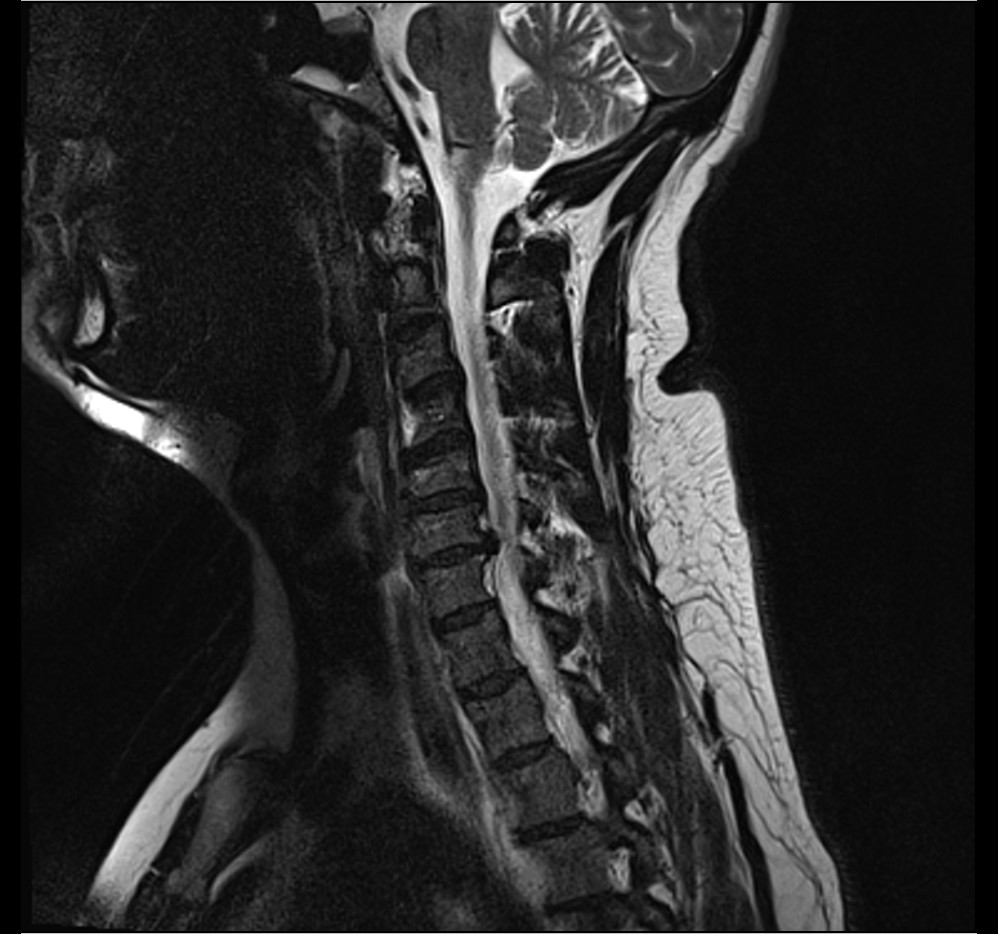
第五到第六颈椎椎体之间的颈椎间盘脱出。
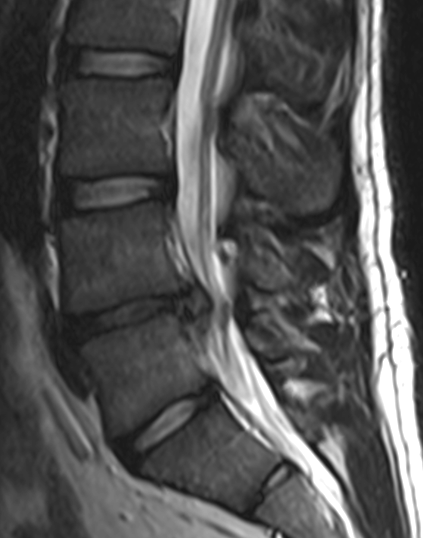
第四到第五腰椎之间的腰椎间盘脱出。
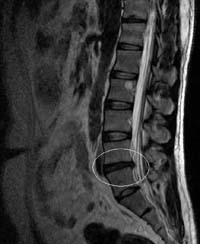
第四到第五腰椎椎体之间的腰椎间盘脱出。
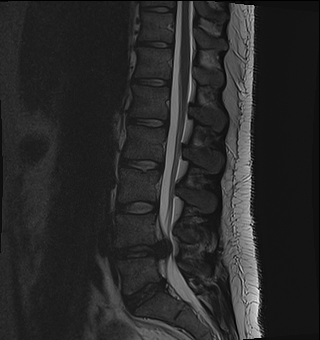
第四到第五腰椎之间相当严重的腰椎间盘脱出。

## 治疗

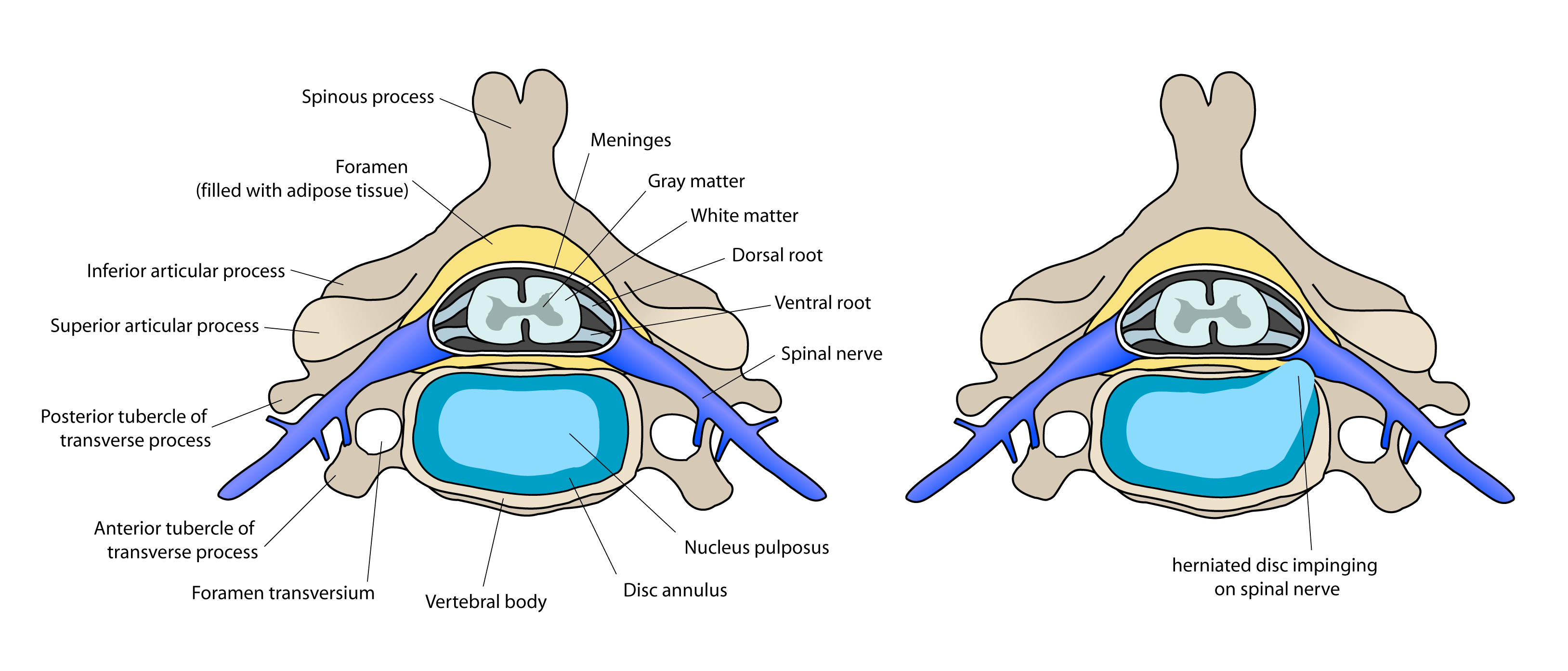
左图为正常情况下的椎间盘。右图为椎间盘突出，脊神经根受压。

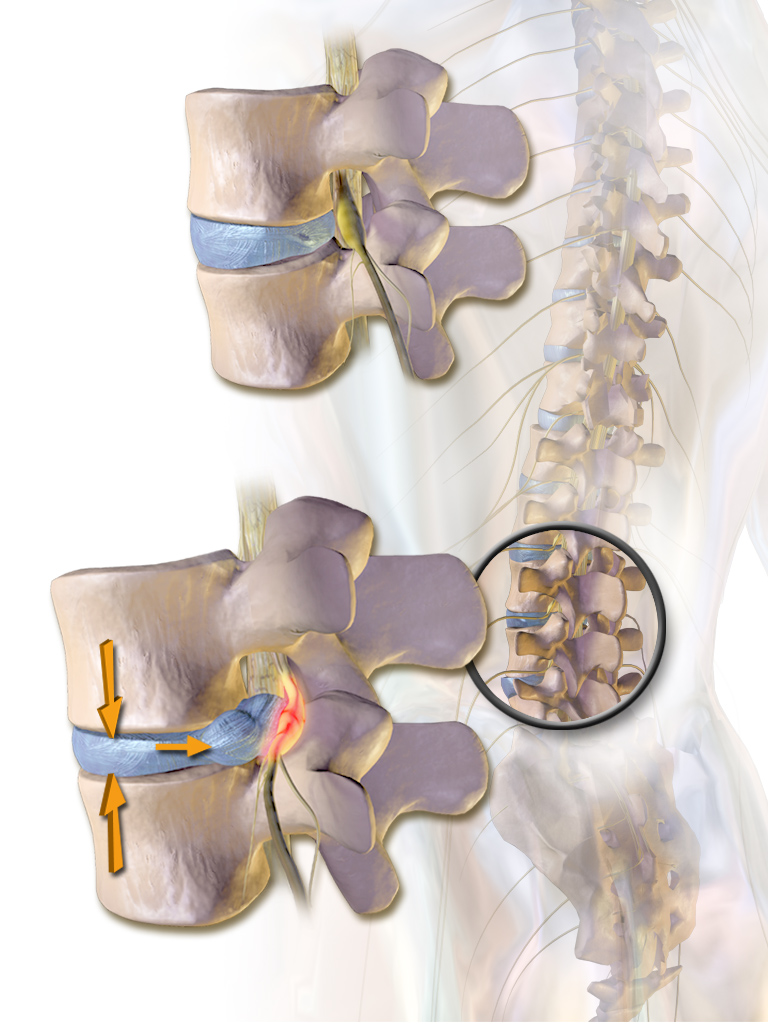
描绘椎间盘脱出和脊神经受压的插图。

分为保守治疗及手术治疗。

### 保守治疗
保守治療分為以下幾種方式：
- 物理治療
  - 适用于年轻、初次发作或病程短的患者，休息后可缓解，且无椎管狭窄。也可使用穴位贴敷疗法做辅助治疗，配合中藥藥膏治疗可有效缓解。
  - 需绝对卧床休息3周，3周后可带腰带起床活动，3個月内不可做大幅伸腰动作，持续牵引2周或理疗推拿。
- 服用止痛藥
- 背部局部注射藥物
  - 於硬膜外注射糖皮质激素等藥物來緩解發炎作用。

### 手术治疗
经保守治疗无效患者，可考虑手术治疗。